# Глохідія

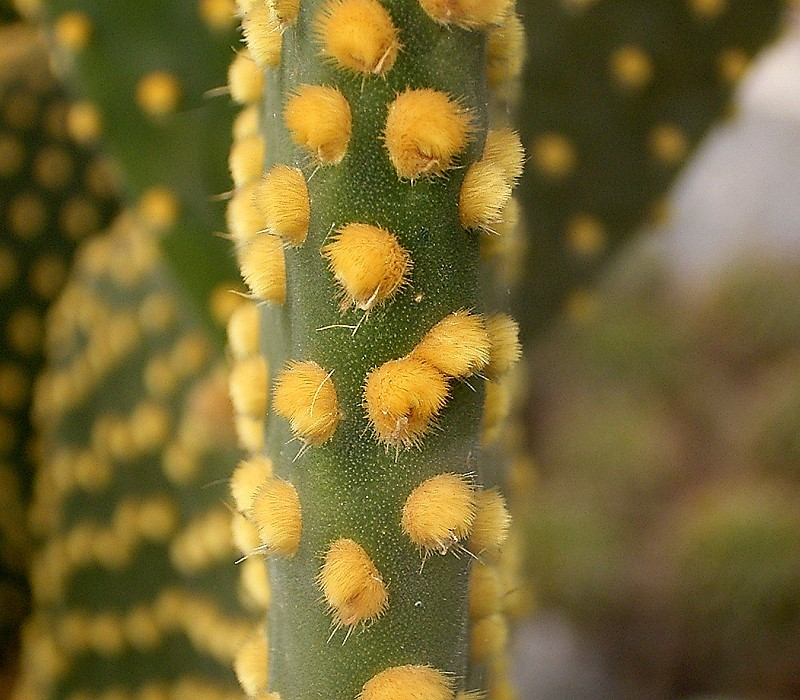
Глохідії Opuntia microdasys

Глохідії  (від грец. glochis — наконечник стріли, шип) — одноклітинні волоски, дуже гострі і жорсткі, що розташовуються, як і колючки, на ареолах кактусів. Особливо притаманні роду опунція. Плоди опунцій також мають глохідії.
Глохідії зазвичай групуються у кілька десятків пучків, рівномірно розподілених на тілі всього кактуса. Вони виконують захисну роль від травоїдних тварин. Глохідії легко обламуються, тому при найменшому дотику застрягають у шкірі або інших м'яких тканинах людини чи тварини, що спричиняє сильний свербіж та зрештою може призвести до набряку і запалення. Відомий випадок, коли буквально протягом кількох годин загинула корова, що спробувала опунцію. Безліч дрібних глохідій вп'ялися їй в язик і в тканини порожнини рота, швидко розвинувся сильний набряк, який призвів до задухи. По боках глохідій розташовані пилкоподібні, як у гарпуна, загострення. Через це їх дуже складно витягти зі шкіри.